# Luis García Meza Tejada
Pour les articles homonymes, voir Meza.
Luis García Meza Tejada, né le 8 août 1929 à La Paz et mort dans la même ville le 29 avril 2018, est un militaire et homme d'État bolivien.
Il est président de facto et dictateur du pays après le coup d'État du 17 juillet 1980 et démissionne en août 1981. Sa présidence est reconnue comme étant particulièrement répressive,.

## Biographie

### Carrière militaire
Entré au Collège militaire (es) en 1948, Luis García Meza Tejada en sort quatre ans plus tard avec le grade de lieutenant dans la cavalerie, où il est instructeur de 1956 à 1957. Il suit ensuite une formation à l'École militaire des Amériques, créée par les États-Unis pour former des officiers à l'anticommunisme et à la contre-insurrection. Devenu commandant de compagnie au Collège militaire en 1963, il participe à la chute du palais du gouvernement lors du coup d'État du 3 novembre 1964 qui renverse le président Víctor Paz Estenssoro. Il est nommé commandant en chef de l'armée en 1979 après le coup d'État du colonel Natusch Busch.

### Coup d'État
Devenu général de division et commandant en chef de l'armée, Luis García Meza mène le coup d'État du 17 juillet 1980 qui renverse sa cousine, Lidia Gueiler Tejada et empêche ainsi Hernán Siles Zuazo d'être investi président par le Congrès national. Ce dernier avait remporté dix-huit jours auparavant l'élection présidentielle avec 38,74 % des votes.
Le criminel de guerre et ancien chef de la Gestapo lyonnaise Klaus Barbie (sous le pseudonyme d'Altman) ainsi que le membre de Gladio, Stefano Delle Chiaie, qui participe à la stratégie de la tension pendant les années de plomb italiennes, prennent part au Coup de la cocaïne (en) permettant à García Meza Tejada de prendre le pouvoir. Ce coup est par ailleurs soutenu à Buenos Aires par la junte de Jorge Rafael Videla (voir Opération Charly) ainsi que par le parrain de la drogue Roberto Suárez Goméz. Une partie de la bourgeoisie bolivienne soutient le putsch, en particulier dans le département oriental de Santa Cruz, fief des trafiquants, des paramilitaires et des phalangistes. La Centrale ouvrière bolivienne, qui tente d'opposer une résistance, est violemment réprimée. Des rafles massives se succèdent et plus d'un millier de personnes sont tuées en moins d'un an,.

### Narco-dictature
Fidèle aux pratiques qu'il a utilisées pour se hisser au pouvoir, le gouvernement de Luis García Meza Tejada constitue dès ses débuts un pouvoir répressif et autoritaire marqué notamment par la corruption et le trafic de drogue. Conservateur et anticommuniste, il se positionne d'ailleurs à droite sur l'échiquier politique,. Les actions contre les opposants politiques du régime sont courantes, comme l'assassinat à la suite du coup d'État de 1980 du député socialiste et candidat à la présidence du pays, Marcelo Quiroga Santa Cruz, qui était l'un des promoteurs les plus actifs d'une poursuite en justice de l'ancien dictateur Hugo Banzer Suárez. Un autre exemple est l'attaque de dirigeants du Mouvement de la gauche révolutionnaire en janvier 1981, où huit d'entre eux sont assassinés et où la seule femme du groupe en ressort survivante.
Officiellement président, Meza Tejada est rapidement isolé sur la scène internationale : son régime se finance par le trafic de stupéfiants, en particulier de cocaïne. Le régime est néanmoins soutenu par le Brésil, l'Uruguay et surtout par l'Argentine qui dispose sur place de plusieurs centaines de conseillers militaires qui aident à éliminer l'opposition. L'Argentine obtient en échange des contrats commerciaux très favorables : le contrat de fourniture de gaz de la Bolivie à l'Argentine est renégocié à 2,5 dollars le mètre cube au lieu des 5 dollars pratiqués au cours international.
Faisant face aux oppositions toujours de plus en plus grandissantes de la population et d'acteurs étrangers, Luis García Meza Tejada quitte le pouvoir le 4 août 1981, après un cinquième coup d’État déclenché contre lui. Avec l'appui des États-Unis, le général Celso Torrelio devient président de la république.

### Après la chute, accusations et mort
À partir de février 1986, García Meza Tejada est accusé entre autres de meurtre, de persécution, de trafic de drogue, de violation de la Constitution et de violation des droits de l'Homme. Fugitif, il est intensivement recherché par les autorités boliviennes.
Sous le gouvernement de Jaime Paz Zamora (1989-1993), son ministre de l'Intérieur, Luis Arce Gomez (en) est d'ailleurs extradé aux États-Unis pour ses responsabilités dans le trafic de drogue. Il y est d'ailleurs condamné plus tard, à Miami en Floride.
En 1993, le général García Meza Tejada est condamné par contumace d'une peine de 30 ans notamment pour génocide, sédition et corruption. Après s'être caché pendant des années, il est retrouvé sous une fausse identité à São Paulo et extradé du Brésil vers la Bolivie en mars 1995 pour y purger sa peine de 30 ans, qu'il débute au pénitencier à sécurité maximale de Chonchocoro dans l'Altiplano,,,.
Le gouvernement de gauche d'Evo Morales met en place, en 2010, une commission civile chargée d'élucider les crimes politiques commis par les forces de sécurité de la dictature. Présidée par le procureur Milton Mendoza, elle est notamment saisie de l'assassinat de Marcelo Quiroga Santa Cruz, candidat socialiste à la présidentielle et ex-ministre. Le ministre de la Défense Rubén Saavedra (es) annonce le 31 mai 2010 la déclassification des archives de la dictature afin de permettre à la commission civile d'instruire ces enquêtes.
Le 29 avril 2018, à l'âge de 88 ans, il meurt à l'hôpital militaire Cossmil de La Paz d'une crise cardiaque. Il lui restait sept années d'incarcération avant sa libération. Dans une lettre lue par son avocat après sa mort, il blâme le dictateur Hugo Banzer Suárez pour le coup d'État et écrit : « Je n'ai ni tué ni volé ».